# John Arden
John Arden, född 26 oktober 1930 i Barnsley, South Yorkshire, död 28 mars 2012, var en brittisk dramatiker.

## Pjäser (i urval)
- Serjeant Musgrave's Dance (1959)
  - Sergeant Musgraves dans (otryckt översättning av Jan Olof Olsson för Stockholms stadsteater 1962)
- The Happy Haven (1960)
- The Workhouse Donkey (1963)
- The Non-Stop Connolly Show (1975)
- The Ballygombeen bequest (tillsammans med Margaretta D'Arcy)
  - The Ballygombeen bequest (otryckt översättning av Lars Huldén för Stockholms stadsteater 1974)